# Odaira Namihei

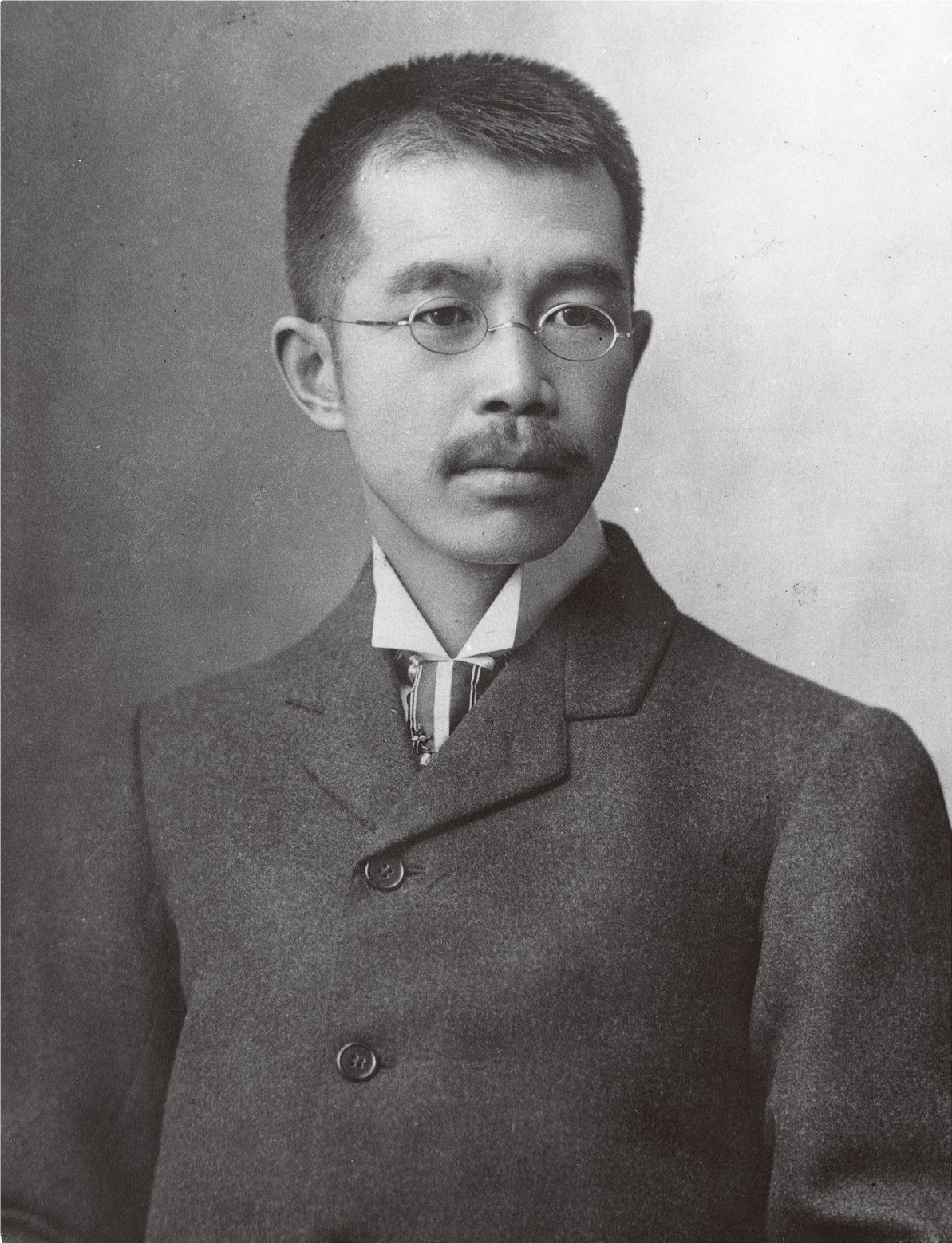
Odaira Namihei,
um 1910

Odaira Namihei (japanisch 小平 浪平; geboren 15. Januar 1874 in der Präfektur Tochigi; gestorben 5. Oktober 1951) war ein japanischer Techniker und Unternehmer.

## Leben und Wirken
Odaira Namihei arbeitete nach seinem Abschluss an der Fakultät für Elektrotechnik der Kaiserlichen Universität Tokio im Jahr 1900 bei der „Fujita-Gumi Kosaka-Bergwerk“ (藤田組 小坂鉱山), „Hiroshima Hydroelectric Power“ (広島水力発電) und „Tōkyō Dentō“ (東京電燈).
Im Juli 1911 gründete Kodaira „Hitachi Ltd.“ als Maschinenwerkstatt für „Kuhara Mining“ (久原鉱業所) mit der Absicht, elektrische Maschinen herzustellen. Im Jahr 1920 wurde Hitachi Ltd. unabhängig von Kuhara Mining und wurde zu einte Aktiengesellschaft mit einem Kapital von 10 Millionen Yen und 2.700 Mitarbeitern. 1929 wurde er der erste Präsident des Unternehmens. Darüber hinaus wurde er zum Vorsitzenden des „Institute of Electrical Engineers of Japan“ (電気学会, Denki gakkai) und zum Direktor des 1931 eingerichteten „Important Industry Council“ (重要産業協議会, Jūyō sangyō kyōgikai) ernannt.
1947, nach dem Zweiten Weltkrieg, wurden die Führungskräfte von Hitachi, das auch die Rolle einer Munitionsfabrik innehatte, aus öffentlichen Ämtern ausgeschlossen. Kodaira trat ebenfalls als Präsident zurück und ging in den Ruhestand.
1951, nachdem der Ausschluss aufgehoben worden war, arbeitete Odaira wieder für Hitachi, jetzt als Berater. Am 27. Juni desselben Jahres wurde er zum Berater der Hitachi Zōsen (日立造船) ernannt, verstarb jedoch am 5. Oktober während seiner Amtszeit an einer Krankheit.
Während seiner Zeit in leitenden Funktionen führte Odaira sein Unternehmen mit der Philosophie „mit japanischen Händen Produkte herzustellen, die genauso wettbewerbsfähig sind wie die aus Europa und Amerika importierten“ und „Technologie und Vertrieb sind die beiden Räder des Fertigungsgeschäfts“ und entwickelte Hitachi zu einem der führenden Hersteller umfassender elektrischer Maschinen in Japan.